# Diocèse d'Orange (Californie)
Le diocèse d'Orange en Californie (en latin : Dioecesis Arausicanae in California, et en anglais : Roman Catholic Diocese of Orange) est une circonscription ecclésiastique de l'Église catholique aux États-Unis. Il s'agit d'un diocèse latin, suffragant de l'archidiocèse de Los Angeles. Depuis 2012, son évêque est Kevin William Vann (en).

## Territoire

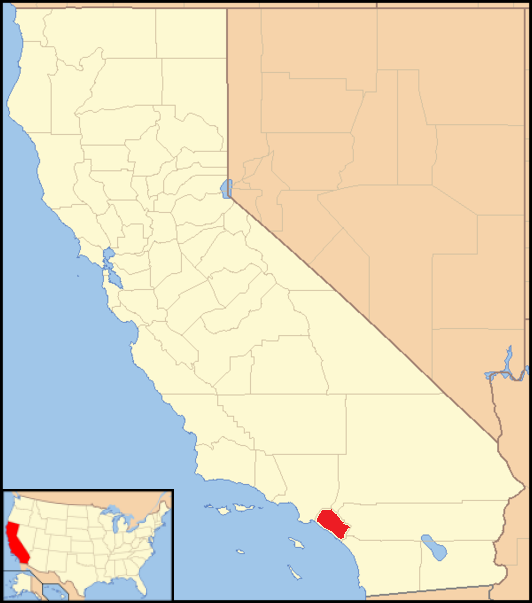
Localisation du diocèse.

Le diocèse couvre le territoire du comté d'Orange dans le sud de la Californie. 
Le siège épiscopal se trouve à Garden Grove, limitrophe d'Orange, où se trouve la cathédrale du Christ (Christ Cathedral ou Crystal Cathedral). À San Juan Capistrano se dresse la basilique de la mission San Juan Capistrano, élevée au rang de basilique mineure et située juste au nord-ouest de la mission.
Le territoire s'étend sur 2 025 km², et il est divisé en 58 paroisses, confiées à 272 prêtres et 148 diacres (2021).

## Histoire
Le diocèse d'Orange en Californie a été érigé le 24 mars 1976 par le pape Paul VI avec la constitution apostolique Supernae animarum à partir de détachements territoriaux de l'archidiocèse de Los Angeles et a été placé sous sa juridiction en tant que diocèse suffragant. 
William Robert Johnson a été nommé premier évêque d'Orange en Californie et a dirigé le diocèse jusqu'à sa mort en 1986. Au début, le diocèse comprenait 42 paroisses, 179 prêtres et 330 000 fidèles. Les chiffres ont considérablement augmenté depuis. 
Ces dernières années, le diocèse a enregistré un afflux important d'immigrants asiatiques, hispaniques et caucasiens qui ne parlent pas forcément anglais. Le diocèse considère l'intégration de ces immigrants dans l'église locale comme importante.